# Max Breitung

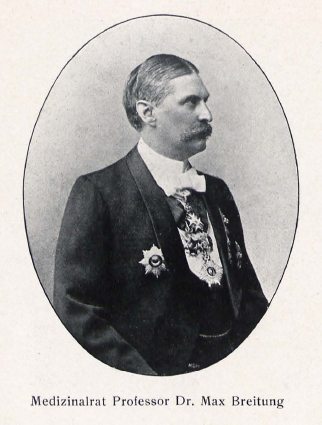
Max Breitung. Foto von 1903.

Max August Friedrich Breitung (* 11. April 1852 in Langensalza; † 1921 in Coburg) war ein deutscher Arzt und Schriftsteller. Als Schauspieldichter schrieb er unter dem Pseudonym Meo Breo.

## Leben
Max Breitung studierte an der Pépinière in Berlin Medizin. 1874 wurde er dort Mitglied des Corps Borussia Berlin. Er schloss das Studium 1877 mit der Promotion zum Dr. med. ab und war seitdem an der Charité tätig. Von 1878 bis 1893 war er Sanitätsoffizier à la suite. Zwischen 1886 und 1887 unternahm er größere Reisen. Ab 1893 arbeitete er rein konsultativ auf dem Gebiet der Otologie und Laryngologie.
Insgesamt verfasste er mehr als 50 Publikationen über verschiedene Gebiete der Medizin. Ein besonderes Augenmerk widmete er der Behandlung der chronischen progressiven Schwerhörigkeit.
Darüber hinaus betätigte er sich, auch unter dem Pseudonym Meo Breo, als Schriftsteller und Lustspieldichter.

## Ehrungen
- Herzoglich Sächsischer Sanitätsrat
- Professor (1900)
- Geheimer Medizinalrat
- Mecidiye-Orden 3. Klasse (1899)
- St.-Sava-Orden, Kommandeurkreuz 3. Klasse (1899)
- Orden de Isabel la Católica, Ritterkreuz (1906)
- Roter Adlerorden 4. Klasse (1912)

## Schriften

### Medizin
- Die hygienische Einrichtung der Infanterie-Kaserne, 1881
- Über neuere Leichenanstalten. Hygienische Studien, 1886
- Der nicht erkannte Scheintod mit seinen Consequenzen im Lichte der Kritik. Leichenschau – Leichenverbrennung, 1886
- Taschenlexikon für Sanitätsoffiziere, 1887
- Hygienische Skizzen aus dem Orient, 1887
- Lissabon. Klimatologische Skizze, 1895
- Beitrag zur vorbeugenden Behandlung der Diphtherie, 1896
- Über pneumatische Erschütterungs-Massage des Trommelfelles vermittelst elektromotorischer Luftpumpe zur Behandlung der chronischen progressiven Schwerhörigkeit, 1897
- Weiteres zur Behandlung der Schwerhörigkeit vermittelst der elektromotorischen Luftpumpe, 1898
- Das pneumatisch-elektrische Tympanoskop, 1898
- Gedanken über die Möglichkeit einer vorbeugenden Behandlung der Epilepsie durch ›Bahnungs-Hygiene, 1898
- Das Phonendoskop als Hörrohr, 1898
- Über Besserhören im Lärm und die Bedeutung dieses Phänomens für die Pathologie und Therapie der Schwerhörigkeit im Lichte der Neuron-Lehre (Vortrag, gehalten bei der 70. Versammlung deutscher Naturforscher und Ärzte in Düsseldorf 1898)
- Schul-Hygiene, Volksgesundheitslehre und Tagespresse 1899
- Der Heilmagnetismus in der Familie, 1906 (2. Auflage 1924)

### Schauspiele
- Jönköping – Lustspiel in 1 Aufzuge, 1880
- Der Salon-Nihilist – Lustspiel in 4 Aufzügen, 1893
- Der Sonnenkaiser – Drama, 1896
- Coeur-Aß! – Lustspiel in einem Aufzuge, 1896
- Ein Glücksfall oder All Heil – Schwank in 1 Aufzug, 1897
- Die Zwillings-Seele – eine Plauderei, 1899